# João Soares de Almeida Filho
João Soares de Almeida Filho, mais conhecido como Joãozinho (Belo Horizonte, 15 de fevereiro de 1954), é um ex-futebolista brasileiro, que atuava como ponta-esquerda. É um dos maiores ídolos do Cruzeiro.
O jogador surgiu para o futebol no Cruzeiro, onde passou a maior parte da sua carreira. O momento de maior brilho do jogador foi na final da Taça Libertadores da América de 1976, quando nos momentos finais da partida contra o River Plate. Quando Nelinho virou-se para tomar distância e cobrar a falta, Joãozinho foi mais esperto e cobrou a falta no ângulo do goleiro adversário, marcando o terceiro gol do time mineiro, que sagrou-se campeão. Joãozinho era reconhecido por sua grande habilidade, sendo chamado também de Bailarino.
Disputou 482 jogos com a camisa celeste e marcou 116 gols e pode se orgulhar de ser o oitavo jogador que mais vestiu a camisa celeste e décimo primeiro maior artilheiro.

## Seleção Brasileira
Joãozinho era cotado para disputar a Copa de 1982. Contudo, em 1981, após uma dividida, num jogo contra o Sampaio Corrêa, ele fraturou a perna e ficou quase um ano sem atuar, o que fizeram declinar suas chances de atuar pela Seleção Brasileira naquele certame.

## Títulos
Cruzeiro
- Taça Libertadores da América: 1976
- Campeonato Mineiro: 1973, 1974, 1975, 1977 e 1984
- Taça Minas Gerais 1973 e 1984

Internacional
- Campeonato Gaúcho: 1982 e 1983

## Prêmios individuais
- Bola de Prata da Revista Placar: 1979